# Антоанета Цонева
Антоанета Димитрова Цонева е български експерт по изборен процес и гражданско участие в управлението. Тя е първият омбудсман на Софийска община (2001 – 2004 г.), а от 2005 до 2017 г. е председател на Управителния съвет на Института за развитие на публичната среда. През 2017 г. става учредител на политическа партия „Да, България“ и е избрана от Националния съвет на партията за Председател на предизборния щаб за парламентарните избори през 2017 година. Народен представител от „Демократична България“ в XLV народно събрание, XLVI народно събрание, XLVII народно събрание и XLIX народно събрание.

## Биография
Антоанета Цонева е родена в Разград на 8 май 1970 г. През 1994 г. завършва Българска филология в Софийския университет „Св. Климент Охридски“, омъжена е, има син. През 1997 – 2001 г. е секретар на Община Копривщица
Омбудсман на Софийска община (2001 – 2004). Председател на Института за развитие на публичната среда (2005 – 2017). През януари 2017 г. е избрана за член на Изпълнителния съвет на „Да, България“.
Автор е на методологии за оценяване на интегритета на публичната администрация, мониторинг и оценка над осъществяваните публични политики. Между 2004 и 2017 г. е участвала в редица екипи за оценка на антикорупционните практики, прилагани от държавата, както и за антикорупционни одити в сферата на здравеопазването и образованието.
През 2011 г. печели награда за принос към правата на човека от Българския хелзинкски комитет.
През 2017 г. Антоанета Димитрова Цонева осъжда вестник „Монитор“ за твърденията, че е плащала за протести срещу главния прокурор Сотир Цацаров.